# Joseph McDowell (Politiker, 1758)
Joseph McDowell (* 25. Februar 1758 bei Morganton, Province of North Carolina; † 7. März 1799 ebenda) war ein US-amerikanischer Politiker. Zwischen 1793 und 1795 vertrat er den Bundesstaat North Carolina im US-Repräsentantenhaus.

## Werdegang
Joseph McDowell war ein Cousin des gleichnamigen Kongressabgeordneten Joseph McDowell (1756–1801). Da sich die Biographien der beiden namensgleichen Verwandten sehr ähneln, kam es öfter zu Verwechslungen zwischen ihnen. Zur Unterscheidung wird in der Literatur der ältere Joseph McDowell mit dem Beinamen „Pleasant Gardens“ versehen, während sein Cousin als Joseph „Quaker Meadows“ McDowell in die Geschichte einging.
McDowell besuchte die öffentlichen Schulen in Winchester (Virginia). Während des Unabhängigkeitskrieges war er Major der Kontinentalarmee und General der Miliz. Nach einem Jurastudium und seiner 1791 erfolgten Zulassung als Rechtsanwalt begann er in seinem neuen Beruf zu arbeiten. Politisch war er bereits seit Mitte der 1780er Jahre aktiv. Zwischen 1785 und 1792 war er Abgeordneter im Repräsentantenhaus von North Carolina. Er war ein politischer Gegner der seit 1789 amtierenden Bundesregierung unter Präsident George Washington (Anti-Administration).
Bei den Kongresswahlen des Jahres 1792 wurde McDowell im dritten Wahlbezirk von North Carolina in das US-Repräsentantenhaus gewählt, wo er am 4. März 1793 die Nachfolge von Hugh Williamson antrat. Da er im Jahr 1794 eine erneute Nominierung ablehnte, konnte er bis zum 3. März 1795 nur eine Legislaturperiode im Kongress absolvieren. Nach seinem Ausscheiden aus dem US-Repräsentantenhaus praktizierte McDowell wieder als Anwalt. Außerdem arbeitete er in der Landwirtschaft. Im Jahr 1796 war er Mitglied einer Kommission, die die Grenze zwischen den Staaten North Carolina und Tennessee festlegte. Er starb am 7. März 1799 auf seinem Anwesen „Pleasant Gardens“ im heutigen nach ihm benannten McDowell County.